# Championnat de France féminin de rugby à XV de 2e division 2019-2020
Navigation
Élite 2 2018-2019 Élite 2 2020-2021
Le championnat de France féminin de rugby à XV de 2e division 2019-2020 ou Élite 2 2019-2020 se déroule de septembre 2019 à mars 2020.
La saison est interrompue à partir de mi-mars après le début de la propagation de la pandémie de Covid-19 en France. Le championnat ne reprend pas et le titre de champion de France de 2e division n'est pas décerné en 2020.
Aucun club féminin n'est promu ou relégué sportivement à l'issue de la saison. Comme prévu avant la suspension du championnat, les deux équipes réserves (Montpellier RC et Stade toulousain) sont reléguées en Fédérale 1 en 2020-2021 pour assurer deux divisions d'écart avec leur équipe première. De son côté, l'équipe de Nanterre est reléguée à la suite d'un forfait général. De plus, le RC La Valette Le Revest La Garde Le Pradet, premier au classement après l'arrêt de la saion, est promu en Élite 1 après la relégation de l'Ovalie caennaise à sa demande.

## Participants
| \| Bruges-Blanquefort Limoges Montpellier Nanterre Narbonne Perpignan La Rochelle Tarbes Toulouse La Valette- Le Revest- La Garde-Le Pradet \| Localisation des clubs (2019-2020) |
| Bruges-Blanquefort Limoges Montpellier Nanterre Narbonne Perpignan La Rochelle Tarbes Toulouse La Valette- Le Revest- La Garde-Le Pradet                                          |

Pour la saison 2019-2020, l'Élite 2 est constitué de la façon suivante :
- Un club relégué du championnat Élite 1 2018-2019 :
  - Stado Tarbes Pyrénées rugby
- Sept clubs du championnat Élite 2 2018-2019, non-qualifiées pour la finale :
  - Stade rochelais
  - RC La Valette Le Revest La Garde Le Pradet
  - RC Narbonne
  - USA Limoges
  - Entente Bruges Blanquefort
  - USAP XV Féminin Roussillon
  - Racing Nanterre Rugby (repêché à la suite du forfait du SO villelonguet relégué du championnat Élite 1)
- Deux clubs issus de la Fédérale 1 2018-2019 :
  - Montpellier RC (équipe réserve)
  - Stade toulousain (équipe réserve)

L'équipe du Racing Nanterre Rugby, qui souffre d'un manque de joueuses pour constituer deux équipes, désengage son équipe avant le début du championnat et n'est pas remplacée.

## Résumé des résultats

### Phase régulière
La compétition se déroule sous la forme de d'une poule unique de 10 équipes en matchs « aller-retour ».
- Les clubs classés à la 1re et à la 2e place sont qualifiées pour la finale.
- Les clubs classés à la 9e et à la 10e place à l'issue de la phase qualificative sont normalement reléguées en Fédérale 1. À partir de 2020, les équipes « une » et « réserve » devront être séparées d'au moins deux divisions. Les équipes réserves du Montpellier RC et du Stade toulousain seront donc automatiquement reléguées en Fédérale 1 en 2020-2021[4].

Après le retrait du Racing Nanterre Rugby, la poule unique est finalement composée de 9 équipes.

### Classement de la phase régulière
| Rang | Club                                       | J  | V | N | D  | Bo | Bd | Pm  | Pe  | Diff | Pts |
| ---- | ------------------------------------------ | -- | - | - | -- | -- | -- | --- | --- | ---- | --- |
| 1    | RC La Valette Le Revest La Garde Le Pradet | 11 | 9 | 1 | 1  | 3  | 0  | 193 | 75  | +118 | 41  |
| 2    | USA Limoges                                | 12 | 9 | 0 | 3  | 4  | 1  | 255 | 119 | +136 | 41  |
| 3    | Stade rochelais                            | 11 | 7 | 1 | 3  | 5  | 2  | 219 | 76  | +143 | 37  |
| 4    | Montpellier RC (réserve) (P)               | 12 | 7 | 0 | 5  | 2  | 1  | 207 | 161 | +46  | 31  |
| 5    | RC Narbonne                                | 11 | 6 | 0 | 5  | 4  | 2  | 181 | 139 | +42  | 30  |
| 6    | Stade toulousain (réserve) (P)             | 11 | 5 | 0 | 6  | 2  | 2  | 189 | 130 | +59  | 24  |
| 7    | USAP XV féminin                            | 12 | 4 | 0 | 8  | 2  | 3  | 100 | 164 | -64  | 21  |
| 8    | ES Bruges Blanquefort                      | 12 | 4 | 0 | 8  | 1  | 1  | 151 | 317 | -166 | 18  |
| 9    | Stado Tarbes Pyrénées rugby (R)            | 12 | 0 | 0 | 12 | 0  | 1  | 87  | 401 | -314 | -1¹ |
| 10   | Racing Nanterre Rugby                      | 0  | 0 | 0 | 0  | 0  | 0  | 0   | 0   | 0    | 0   |

|  | Promu en Elite 1                  |
|  | Relégués en Fédérale 1            |
|  | Forfait                           |
|  | R : relégué 2019 • P : promu 2019 |